# Balestrand
Balestrand es un municipio situado en el condado de Sogn og Fjordane, Noruega. Cuenta con una población de 1304 habitantes según el censo de 2015 y está ubicado en el distrito tradicional de Sogn. Su centro administrativo es el pueblo de Balestrand.
El municipio está situado en el cruce del Sognefjord y el Esefjord. Las principales industrias son el turismo y la agricultura. Balestrand se hizo popular debido al interés que suscitó entre varios artistas, como Hans Gude, Alfred Heaton Cooper, Hans Dahl y Johannes Flintoe. Sus pinturas de paisajes en torno a Balestrand inspiran a los visitantes, manteniendo Balestrand su relación con el arte hasta la actualidad.
Además del turismo, la agricultura es una de las fuentes tradicionales de ingresos. Otras industrias incluyen la fabricación de herramientas para la cocina de interiores, el zumo de manzana local, y Nesseplast, que produce plástico para las industrias.

## Información general

### Etimología
El nombre Balestrand nació en 1849. El primer elemento es el nombre de la antigua granja Bale (nórdico antiguo Bali) y el último viene del (nórdico antiguo strönd) o "capítulo", que significa "playa".

### Escudo
El escudo de armas es de los tiempos modernos, habiéndole sido concedidas las armas el 23 de octubre de 1989. En él se muestra la empuñadura de una espada vikinga.

## Historia
Balestrand se estableció como municipio en 1849. Fue creado por la separación de tres sub-parroquias (sokn) del municipio vecino Leikanger. Los tres sub-parroquias eran Vangsnes, Tjugum, y Mundal. La población en el momento de creación del municipio era de 2122 habitantes.
En 1861, la subparroquia de Mundal fue renombrada como Fjærland.
El 1 de enero de 1964 los municipios de Vik, Leikanger y Balestrand cambiaron sus fronteras en una tierra de comercio. La subparroquia de Vangsnes (población: 189) fue trasladada de Balestrand a Vik; Balestrand obtuvo la sub-parroquia de Kvamsøy (población: 389) de Vik, y Leikanger obtuvo la zona de Hella-Eitorn (población: 31) de Balestrand. Balestrand quedó con una población de 1606 habitantes tras los cambios.
El 1 de enero de 2000, la sub-parroquia de Fjærland fue trasladada de Balestrand a Sogndal.

## Iglesias
La Iglesia de Noruega tiene tres iglesias en el municipio de Balestrand. Es parte de la Diócesis de Bjørgvin y la Rural Deanery (Prosti), de Ytre Sogn.
| Parroquia (Prestegjeld) | Sub-Parroquia (Sogn) | Nombre de la Iglesia | Año de construcción | Localización de la Iglesia |
| ----------------------- | -------------------- | -------------------- | ------------------- | -------------------------- |
| Balestrand Parish       | Balestrand           | Kvamsøy kyrkje       | 1290                | Kvamsøy                    |
| Balestrand Parish       | Balestrand           | Sæle kyrkje          | 1903                | Sæle                       |
| Balestrand Parish       | Balestrand           | Tjugum kyrkje        | 1863                | Tjugum                     |

También hay una iglesia anglicana en Balestrand:
- St Olafs kyrkje (construido en 1897) está situado en la aldea de Balestrand.

## Gobierno
Todos los municipios en Noruega, incluido Balestrand, son responsables de la educación primaria (a través del 10.º grado), los servicios de salud ambulatorios, los servicios a la tercera edad, el desempleo y otros servicios sociales, la zonificación, el desarrollo económico y las carreteras municipales. El municipio se rige por un consejo municipal de representantes, que a su vez elige al alcalde.

### Consejo Municipal
El consejo municipal (Kommunestyre), de Balestrand se compone de 17 representantes que son elegidos para cada cuatro años.

### Alcalde
El alcalde (ordførar) de un municipio en Noruega es un representante del partido que obtiene la mayoría del consejo municipal, elegido para dirigir el Consejo. Einar Målsnes del Partido Conservador (Høgre) fue elegido alcalde de Balestrand para el período 2007-2011.

## Geografía
Balestrand se encuentra entre montañas altas y nevadas en el centro de dos exuberantes fiordos noruegos.
Se encuentra en el lado norte de Sognefjord y al oeste de Fjærlandsfjord. Es bordeado al oeste por los municipios de Høyanger y Gaular, al norte por Forde, y al este por Sogndal y Leikanger. Al sur del Sognefjord está el municipio de Vik.

## Atracciones

### Hotel Kvikne

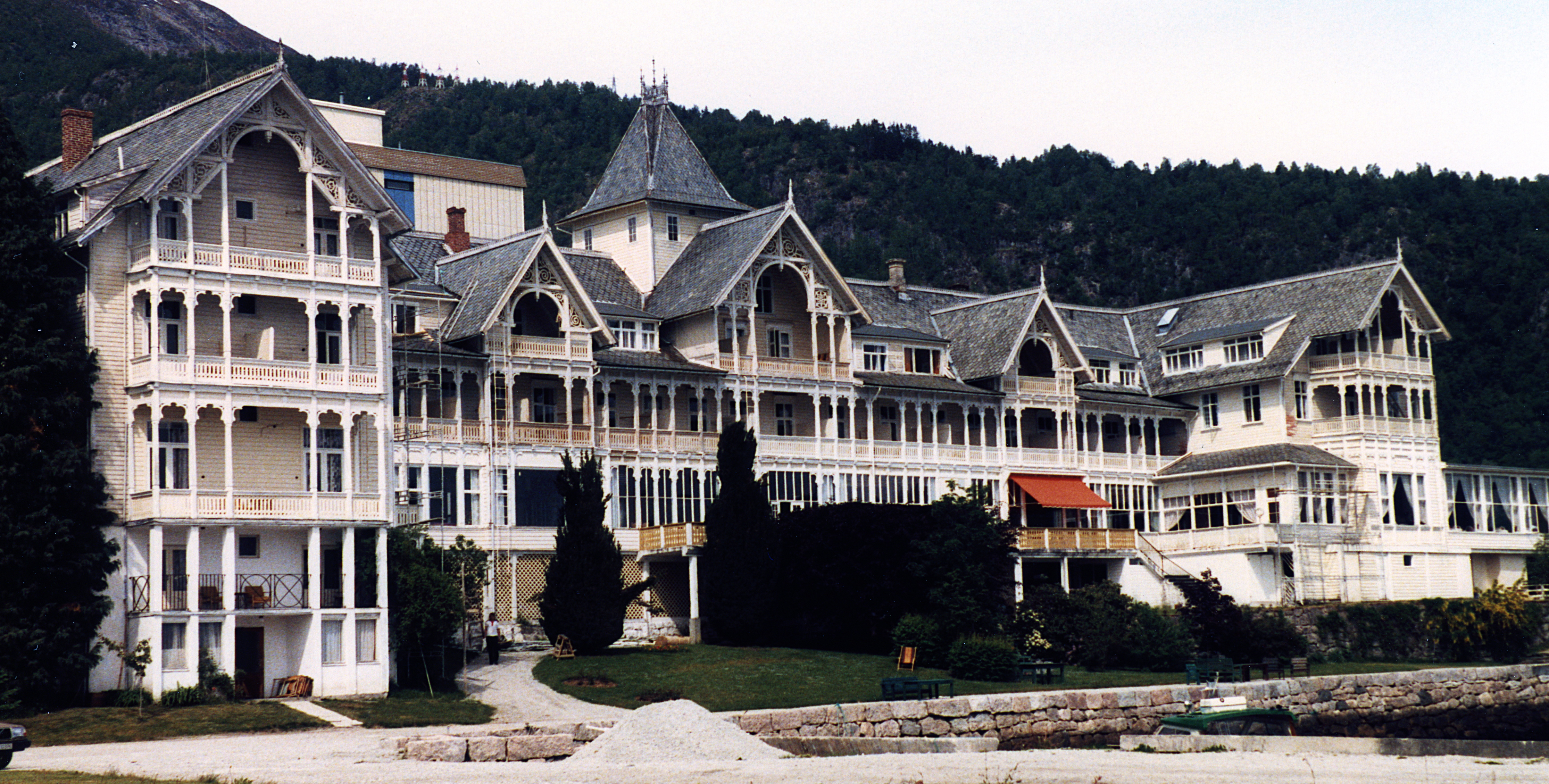
Hotel Kvikne, Balestrand.

Construido en el siglo XIX, el Hotel Kvikne es uno de los edificios más famosos en Balestrand. La familia Kvikne, que posee el lugar, lo gestiona desde 1877. Desde entonces, el establecimiento ha experimentado un desarrollo constante que continúa hasta el día de hoy. Hay varios edificios nuevos, y la remodelación y ampliación de los diferentes proyectos se han llevado a cabo sin disminuir el distintivo de la arquitectura y el encanto de su estilo.
Hoy en día, el hotel es una moderna instalación muy implicada con la tradición y la cultura de la zona. Con 200 habitaciones, es uno de los hoteles más visitados por los turistas en Noruega. Una impresionante colección de arte y piezas históricas es una característica central del interior del hotel, y uno de los elementos de su personalidad.
El Hotel Kvikne se hizo popular para los visitantes europeos en la primera parte del siglo XX por el Kaiser Wilhelm II, quien lo visitó a menudo durante sus vacaciones de verano antes de la Primera Guerra Mundial. El hotel posee todavía la silla que este utilizaba en el restaurante. El Kaiser fue el primer visitante ilustre de una serie que completan emperadores, reyes, presidentes, primeros ministros, estrellas de cine y artistas de muchos países.

### Iglesia St. Olaf
La Iglesia St. Olaf, también conocida como la Iglesia del Inglés, es una iglesia anglicana construida en el estilo de una Iglesia de madera. Se terminó en 1897 como un monumento a Margaret Green. Margaret, una dama inglesa, llegó a los fiordos como una excursión turística a las montañas. Allí encontró, se enamoró y se casó con Kvikne Knut. Era una mujer muy piadosa, que deseaba tener una iglesia anglicana en Balestrand, donde poder celebrar misa en su idioma. Comenzó la construcción de la iglesia con su esposo, pero murió antes de su finalización. Aún se imparte misa en inglés cada semana.

### Otras atracciones
- Songnefjord Aquarium (Aquario de Songnefjord)
- Museum of Tourism (Museo de Turismo)
- Balestrand Art Village (Aldea de Arte de Balestrand)
- Balejazz summer jazz festival (Festival de jazz de verano en Balejazz)